# 5078 Solovjev-Sedoj

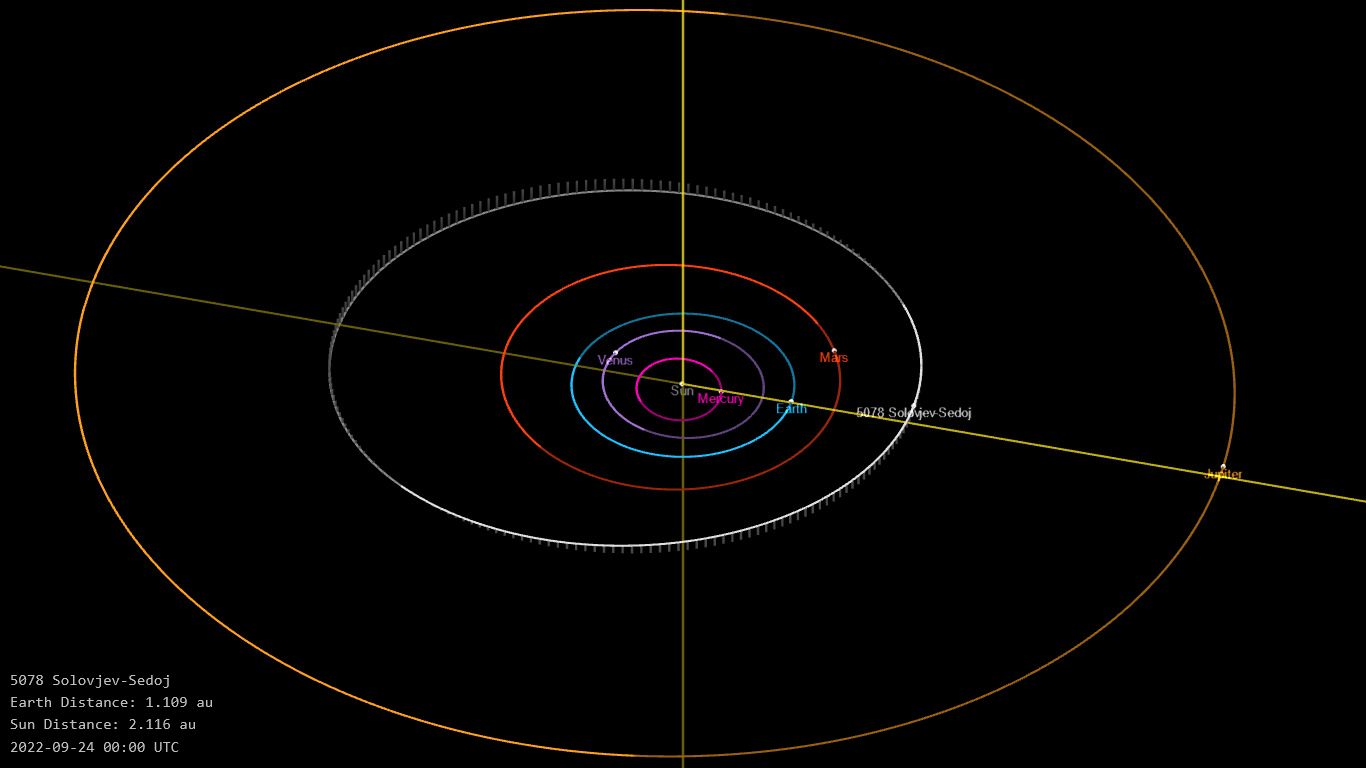
Quỹ đạo của 5078 Solovjev-Sedoj

5078 Solovjev-Sedoj là một tiểu hành tinh vành đai chính với chu kỳ quỹ đạo là 1590.7340800 ngày (4.36 năm).
Nó được phát hiện ngày 19 tháng 9 năm 1974.